# 은마는 오지 않는다
은마는 오지 않는다는 안정효의 소설을 1991년에 장길수 감독이 영화화한 대한민국의 영화이다.

## 줄거리
6.25 전쟁 중 한국에 들어온 유엔군 병사들이 언례라는 마을 소녀를 강간한다. 마을 사람들은 언례와 그녀의 아들을 따돌린다. 생계를 꾸릴 수 없게 된 언례는 마을에서 강 건너편 유엔군 기지 근처에 설치된 홍등가로 들어간다. 전쟁과 미국 문화의 유입은 마을의 사회 질서를 무너뜨린다. 여러 마을 아이들이 죽자 마을 사람들은 매춘부들에게 비난의 화살을 돌린다. 결국 마을 사람들은 마을을 유지할 수 없게 되자 하나둘씩 집을 떠난다. 언례와 아들도 떠난다.

## 배역
- 이혜숙 : 언례 역
- 김보연 : 용녀 역
- 전무송 : 황훈장 역
- 손창민 : 석구 역
- 양택조 : 이장 역
- 방은희 : 순덕 역
- 이대로 : 찬돌 부 역
- 김형자 : 찬돌 모 역

## 수상
- 1991년 제2회 춘사영화상
  - 여우조연상 - 김보연
  - 각색상 - 장길수
- 1991년 제29회 대종상
  - 특별상(의상) - 이해윤
- 1991년 제27회 백상예술대상
  - 영화부문 작품상
  - 영화부문 감독상 - 장길수
  - 영화부문 최우수여자연기상 - 이혜숙
- 1991년 제12회 청룡영화상
  - 여우조연상 - 김보연